# Stefano Conti
Pour les articles homonymes, voir Conti.
Stefano Conti est un marchand italien du XVIIIe siècle (Lucques, 1654 - même ville, 1739), connu pour sa grande collection d’œuvres d'artistes italiens contemporains  et son mécénat. Il commence sa collection en 1705, à l'âge de 50 ans. Un de ses fournisseurs est le peintre  Alessandro Marchesini, notamment pour la peinture vénitienne.

## Biographie
Fils de Giovanne Conti, Milanais installé à Lucques et qui acquit la noblesse de la ville dès 1630, Stefano Conti, devient commerçant en soie et vêtements, et plus tard s'inquiète de la postérité de la collection qu'il a amassée depuis ses cinquante ans car parmi les artistes de sa collection figurent,  entre autres, Canaletto. En 1726 et 1727, le peintre Alessandro Marchesini  avait présenté Canaletto à Stefano Conti, collectionneur de Lucques. Stefano Conti, qui préféra ensuite traiter directement avec les artistes pour éviter les pressions de Marchesini,  lui acheta quelques toiles, dont Le Pont du Rialto ; il traita directement également avec Luca Carlevarijs, Gregorio Lazzarini, Sebastiano Bombelli, Antonio Franchi.
Il est enterré dans l'église Santa Maria Corteorlandini de Lucques.
Sa collection est maintenant dispersée, mais elle est remarquable par ses acquisitions dûment répertoriées, accompagnées des mentions du prix payé et de la description de l'œuvre. On sait aussi qu'il demandait un  tableau original, et non pas une copie d'une œuvre déjà existante.